# Open-Source-Font
Open-Source-Font ist die umgangssprachliche Bezeichnung für einen Font, der unter einer von der Open Source Initiative oder Free Software Foundation anerkannten offenen bzw. freien Lizenz steht, z. B. unter der SIL Open Font License (OFL). Unterscheidungskriterium gegenüber vielen lediglich als „Free Font“ angebotenen Schriften ist, dass die kommerzielle Nutzung dieser Schriften in der Regel ebenso erlaubt ist wie Weitergabe und Bearbeitung. Der Begriff ist nicht zu verwechseln mit OpenType; dabei handelt es sich um eine Dateiformat-Definition.

## Liste von Open-Source-Fonts
→ Siehe: Kategorie:Freie Schriftart